# Tour de Langkawi 2020
La 25e édition du Tour de Langkawi (officiellement PETRONAS Le Tour de Langkawi) a lieu du 7 au 14 février 2020 en Malaisie. L'épreuve débute à Kuching et se termine à Kuah après 1114,9 km. La course fait partie du calendrier UCI ProSeries 2020 en catégorie 2.Pro.

## Présentation

### Équipes
Vingt-et-une équipes participent à ce Tour de Langkawi - une WorldTeam, cinq ProTeams, treize équipes continentales et une équipe nationale :
| WorldTeam- NTT Pro Cycling ProTeams (5)- Androni Giocattoli-Sidermec - Bardiani CSF Faizanè - Vini Zabù-KTM - B&B Hotels-Vital Concept p/b KTM - Nippo Delko One Provence Équipes continentales (13)- Aisan Racing Team - Team BridgeLane - PGN Road Cycling Team - KSPO Professional - ARA Pro Racing Sunshine Coast - SSOIS Miogee - St George Continental Cycling Team - Sapura - Terengganu Inc-TSG Cycling Team - Thailand Continental Cycling Team - Vino-Astana Motors - Wildlife Generation Pro Cycling - Utsunomiya Blitzen Équipes nationales (2)- Hong Kong - Malaisie |
| |

## Étapes
| Étape     | Date    | Villes étapes                 | type              | Distance (km) | Vainqueur d'étape | Leader du classement général |
| --------- | ------- | ----------------------------- | ----------------- | ------------- | ----------------- | ---------------------------- |
| 1re étape | 7 fév.  | Kuching – Kuching             | étape de plaine   | 96,2          | Yevgeniy Fedorov  | Yevgeniy Fedorov             |
| 2e étape  | 8 fév.  | Kuala Terengganu – Kerteh     | étape de plaine   | 175,5         | Taj Jones         | Yevgeniy Fedorov             |
| 3e étape  | 9 fév.  | Temerloh – tours Petronas     | étape de plaine   | 162,5         | Max Walscheid     | Yevgeniy Fedorov             |
| 4e étape  | 10 fév. | Putrajaya – Genting Highlands | étape de montagne | 124,7         | Kevin Rivera      | Danilo Celano                |
| 5e étape  | 11 fév. | Kuala Kubu Bharu – Ipoh       | étape vallonnée   | 165,8         | Harrif Salleh     | Danilo Celano                |
| 6e étape  | 12 fév. | Taiping – île de Penang       | étape de plaine   | 151,3         | Hideto Nakane     | Danilo Celano                |
| 7e étape  | 13 fév. | Bagan Datuk – Alor Setar      | étape vallonnée   | 130,4         | Harrif Salleh     | Danilo Celano                |
| 8e étape  | 14 fév. | Eagle Square – Kuah           | étape vallonnée   | 108,5         | Max Walscheid     | Danilo Celano                |

## Déroulement de la course

### 1reétape
| \| Classement de l'étape \| Classement de l'étape \| Classement de l'étape \| Classement de l'étape \| Classement de l'étape \| \| Coureur \| Coureur \| Pays \| Équipe \| Temps \| \| --------------------- \| ---------------------------- \| --------------------- \| --------------------------------- \| --------------------- \| \| 1er \| Yevgeniy Fedorov \| Kazakhstan \| Vino-Astana Motors \| 1 h 51 min 01 s \| \| 2e \| Thurakit Boonratanathanakorn \| Thaïlande \| Thailand Continental Cycling Team \| + 3 s \| \| 3e \| Ahmet Örken \| Turquie \| Team Sapura Cycling \| + 1 min 07 s \| \| 4e \| Max Walscheid \| Allemagne \| NTT Pro Cycling \| + 1 min 07 s \| \| 5e \| Matteo Pelucchi \| Italie \| Bardiani CSF Faizanè \| + 1 min 07 s \| \| 6e \| Geórgios Boúglas \| Grèce \| SSOIS Miogee Cycling Team \| + 1 min 07 s \| \| 7e \| Taj Jones \| Australie \| ARA Pro Racing Sunshine Coast \| + 1 min 07 s \| \| 8e \| Giovanni Lonardi \| Italie \| Bardiani CSF Faizanè \| + 1 min 07 s \| \| 9e \| Luca Pacioni \| Italie \| Androni Giocattoli-Sidermec \| + 1 min 07 s \| \| 10e \| Harrif Salleh \| Malaisie \| Terengganu Inc-TSG Cycling Team \| + 1 min 07 s \| |                              |            |                                   |                 |
| |                              |            |                                   |                 |
| Source : ProCyclingStats |                              |            |                                   |                 |
| Classement de l'étape |                              |            |                                   |                 |
| Coureur | Coureur                      | Pays       | Équipe                            | Temps           |
| 1er | Yevgeniy Fedorov             | Kazakhstan | Vino-Astana Motors                | 1 h 51 min 01 s |
| 2e | Thurakit Boonratanathanakorn | Thaïlande  | Thailand Continental Cycling Team | + 3 s           |
| 3e | Ahmet Örken                  | Turquie    | Team Sapura Cycling               | + 1 min 07 s    |
| 4e | Max Walscheid                | Allemagne  | NTT Pro Cycling                   | + 1 min 07 s    |
| 5e | Matteo Pelucchi              | Italie     | Bardiani CSF Faizanè              | + 1 min 07 s    |
| 6e | Geórgios Boúglas             | Grèce      | SSOIS Miogee Cycling Team         | + 1 min 07 s    |
| 7e | Taj Jones                    | Australie  | ARA Pro Racing Sunshine Coast     | + 1 min 07 s    |
| 8e | Giovanni Lonardi             | Italie     | Bardiani CSF Faizanè              | + 1 min 07 s    |
| 9e | Luca Pacioni                 | Italie     | Androni Giocattoli-Sidermec       | + 1 min 07 s    |
| 10e | Harrif Salleh                | Malaisie   | Terengganu Inc-TSG Cycling Team   | + 1 min 07 s    |

| \| Classement général \| Classement général \| Classement général \| Classement général \| Classement général \| \| Coureur \| Coureur \| Pays \| Équipe \| Temps \| \| ------------------ \| ---------------------------- \| ------------------ \| ---------------------------------- \| ------------------ \| \| 1er \| Yevgeniy Fedorov \| Kazakhstan \| Vino-Astana Motors \| 1 h 51 min 01 s \| \| 2e \| Thurakit Boonratanathanakorn \| Thaïlande \| Thailand Continental Cycling Team \| + 9 s \| \| 3e \| Ahmet Örken \| Turquie \| Team Sapura Cycling \| + 1 min 29 s \| \| 4e \| Ben Van Dam \| Australie \| Team BridgeLane \| + 1 min 31 s \| \| 5e \| Aiman Cahyadi \| Indonésie \| Mula Cycling Team \| + 1 min 32 s \| \| 6e \| Michael Vink \| Nouvelle-Zélande \| St George Continental Cycling Team \| + 1 min 32 s \| \| 7e \| Bernard Van Aert \| Indonésie \| Mula Cycling Team \| + 1 min 32 s \| \| 8e \| Max Walscheid \| Allemagne \| NTT Pro Cycling \| + 1 min 33 s \| \| 9e \| Matteo Pelucchi \| Italie \| Bardiani CSF Faizanè \| + 1 min 33 s \| \| 10e \| Geórgios Boúglas \| Grèce \| SSOIS Miogee Cycling Team \| + 1 min 33 s \| |                              |                  |                                    |                 |
| |                              |                  |                                    |                 |
| Source : ProCyclingStats |                              |                  |                                    |                 |
| Classement général |                              |                  |                                    |                 |
| Coureur | Coureur                      | Pays             | Équipe                             | Temps           |
| 1er | Yevgeniy Fedorov             | Kazakhstan       | Vino-Astana Motors                 | 1 h 51 min 01 s |
| 2e | Thurakit Boonratanathanakorn | Thaïlande        | Thailand Continental Cycling Team  | + 9 s           |
| 3e | Ahmet Örken                  | Turquie          | Team Sapura Cycling                | + 1 min 29 s    |
| 4e | Ben Van Dam                  | Australie        | Team BridgeLane                    | + 1 min 31 s    |
| 5e | Aiman Cahyadi                | Indonésie        | Mula Cycling Team                  | + 1 min 32 s    |
| 6e | Michael Vink                 | Nouvelle-Zélande | St George Continental Cycling Team | + 1 min 32 s    |
| 7e | Bernard Van Aert             | Indonésie        | Mula Cycling Team                  | + 1 min 32 s    |
| 8e | Max Walscheid                | Allemagne        | NTT Pro Cycling                    | + 1 min 33 s    |
| 9e | Matteo Pelucchi              | Italie           | Bardiani CSF Faizanè               | + 1 min 33 s    |
| 10e | Geórgios Boúglas             | Grèce            | SSOIS Miogee Cycling Team          | + 1 min 33 s    |

### 2eétape
| \| Classement de l'étape \| Classement de l'étape \| Classement de l'étape \| Classement de l'étape \| Classement de l'étape \| \| Coureur \| Coureur \| Pays \| Équipe \| Temps \| \| --------------------- \| --------------------- \| --------------------- \| -------------------------------- \| --------------------- \| \| 1er \| Taj Jones \| Australie \| ARA Pro Racing Sunshine Coast \| 4 h 05 min 29 s \| \| 2e \| Max Walscheid \| Allemagne \| NTT Pro Cycling \| + 0 s \| \| 3e \| Jérémy Lecroq \| France \| B&B Hotels-Vital Concept p/b KTM \| + 0 s \| \| 4e \| Riccardo Minali \| Italie \| Nippo-Delko One Provence \| + 0 s \| \| 5e \| Harrif Salleh \| Malaisie \| Terengganu Inc-TSG Cycling Team \| + 0 s \| \| 6e \| Matteo Pelucchi \| Italie \| Bardiani CSF Faizanè \| + 0 s \| \| 7e \| Tristan Ward \| Australie \| Team BridgeLane \| + 0 s \| \| 8e \| Geórgios Boúglas \| Grèce \| SSOIS Miogee Cycling Team \| + 0 s \| \| 9e \| Luca Pacioni \| Italie \| Androni Giocattoli-Sidermec \| + 0 s \| \| 10e \| Keigo Kusaba \| Japon \| Aisan Racing Team \| + 0 s \| |                  |           |                                  |                 |
| |                  |           |                                  |                 |
| Source : ProCyclingStats |                  |           |                                  |                 |
| Classement de l'étape |                  |           |                                  |                 |
| Coureur | Coureur          | Pays      | Équipe                           | Temps           |
| 1er | Taj Jones        | Australie | ARA Pro Racing Sunshine Coast    | 4 h 05 min 29 s |
| 2e | Max Walscheid    | Allemagne | NTT Pro Cycling                  | + 0 s           |
| 3e | Jérémy Lecroq    | France    | B&B Hotels-Vital Concept p/b KTM | + 0 s           |
| 4e | Riccardo Minali  | Italie    | Nippo-Delko One Provence         | + 0 s           |
| 5e | Harrif Salleh    | Malaisie  | Terengganu Inc-TSG Cycling Team  | + 0 s           |
| 6e | Matteo Pelucchi  | Italie    | Bardiani CSF Faizanè             | + 0 s           |
| 7e | Tristan Ward     | Australie | Team BridgeLane                  | + 0 s           |
| 8e | Geórgios Boúglas | Grèce     | SSOIS Miogee Cycling Team        | + 0 s           |
| 9e | Luca Pacioni     | Italie    | Androni Giocattoli-Sidermec      | + 0 s           |
| 10e | Keigo Kusaba     | Japon     | Aisan Racing Team                | + 0 s           |

| \| Classement général \| Classement général \| Classement général \| Classement général \| Classement général \| \| Coureur \| Coureur \| Pays \| Équipe \| Temps \| \| ------------------ \| ---------------------------- \| ------------------ \| --------------------------------- \| ------------------ \| \| 1er \| Yevgeniy Fedorov \| Kazakhstan \| Vino-Astana Motors \| 5 h 56 min 14 s \| \| 2e \| Thurakit Boonratanathanakorn \| Thaïlande \| Thailand Continental Cycling Team \| + 9 s \| \| 3e \| Taj Jones \| Australie \| ARA Pro Racing Sunshine Coast \| + 1 min 23 s \| \| 4e \| Nur Aiman Mohd Zariff \| Malaisie \| Team Sapura Cycling \| + 1 min 24 s \| \| 5e \| Max Walscheid \| Allemagne \| NTT Pro Cycling \| + 1 min 27 s \| \| 6e \| Ahmet Örken \| Turquie \| Team Sapura Cycling \| + 1 min 29 s \| \| 7e \| Jérémy Lecroq \| France \| B&B Hotels-Vital Concept p/b KTM \| + 1 min 29 s \| \| 8e \| Rylee Field \| Nouvelle-Zélande \| Team BridgeLane \| + 1 min 29 s \| \| 9e \| Mattia Viel \| Italie \| Androni Giocattoli-Sidermec \| + 1 min 30 s \| \| 10e \| Alessandro Iacchi \| Italie \| Vini Zabù-KTM \| + 1 min 31 s \| |                              |                  |                                   |                 |
| |                              |                  |                                   |                 |
| Source : ProCyclingStats |                              |                  |                                   |                 |
| Classement général |                              |                  |                                   |                 |
| Coureur | Coureur                      | Pays             | Équipe                            | Temps           |
| 1er | Yevgeniy Fedorov             | Kazakhstan       | Vino-Astana Motors                | 5 h 56 min 14 s |
| 2e | Thurakit Boonratanathanakorn | Thaïlande        | Thailand Continental Cycling Team | + 9 s           |
| 3e | Taj Jones                    | Australie        | ARA Pro Racing Sunshine Coast     | + 1 min 23 s    |
| 4e | Nur Aiman Mohd Zariff        | Malaisie         | Team Sapura Cycling               | + 1 min 24 s    |
| 5e | Max Walscheid                | Allemagne        | NTT Pro Cycling                   | + 1 min 27 s    |
| 6e | Ahmet Örken                  | Turquie          | Team Sapura Cycling               | + 1 min 29 s    |
| 7e | Jérémy Lecroq                | France           | B&B Hotels-Vital Concept p/b KTM  | + 1 min 29 s    |
| 8e | Rylee Field                  | Nouvelle-Zélande | Team BridgeLane                   | + 1 min 29 s    |
| 9e | Mattia Viel                  | Italie           | Androni Giocattoli-Sidermec       | + 1 min 30 s    |
| 10e | Alessandro Iacchi            | Italie           | Vini Zabù-KTM                     | + 1 min 31 s    |

### 3eétape
| \| Classement de l'étape \| Classement de l'étape \| Classement de l'étape \| Classement de l'étape \| Classement de l'étape \| \| Coureur \| Coureur \| Pays \| Équipe \| Temps \| \| --------------------- \| ----------------------- \| --------------------- \| ------------------------------- \| --------------------- \| \| 1er \| Max Walscheid \| Allemagne \| NTT Pro Cycling \| 3 h 51 min 42 s \| \| 2e \| Riccardo Minali \| Italie \| Nippo-Delko One Provence \| + 0 s \| \| 3e \| Ahmet Örken \| Turquie \| Team Sapura Cycling \| + 0 s \| \| 4e \| Geórgios Boúglas \| Grèce \| SSOIS Miogee Cycling Team \| + 0 s \| \| 5e \| Giovanni Lonardi \| Italie \| Bardiani CSF Faizanè \| + 0 s \| \| 6e \| Alec Cowan \| Canada \| Wildlife Generation Pro Cycling \| + 0 s \| \| 7e \| Jamalidin Novardianto \| Indonésie \| Mula Cycling Team \| + 0 s \| \| 8e \| Luca Pacioni \| Italie \| Androni Giocattoli-Sidermec \| + 0 s \| \| 9e \| Izzat Hilmi Abdul Halil \| Malaisie \| Malaisie \| + 0 s \| \| 10e \| Tristan Ward \| Australie \| Team BridgeLane \| + 0 s \| |                         |           |                                 |                 |
| |                         |           |                                 |                 |
| Source : ProCyclingStats |                         |           |                                 |                 |
| Classement de l'étape |                         |           |                                 |                 |
| Coureur | Coureur                 | Pays      | Équipe                          | Temps           |
| 1er | Max Walscheid           | Allemagne | NTT Pro Cycling                 | 3 h 51 min 42 s |
| 2e | Riccardo Minali         | Italie    | Nippo-Delko One Provence        | + 0 s           |
| 3e | Ahmet Örken             | Turquie   | Team Sapura Cycling             | + 0 s           |
| 4e | Geórgios Boúglas        | Grèce     | SSOIS Miogee Cycling Team       | + 0 s           |
| 5e | Giovanni Lonardi        | Italie    | Bardiani CSF Faizanè            | + 0 s           |
| 6e | Alec Cowan              | Canada    | Wildlife Generation Pro Cycling | + 0 s           |
| 7e | Jamalidin Novardianto   | Indonésie | Mula Cycling Team               | + 0 s           |
| 8e | Luca Pacioni            | Italie    | Androni Giocattoli-Sidermec     | + 0 s           |
| 9e | Izzat Hilmi Abdul Halil | Malaisie  | Malaisie                        | + 0 s           |
| 10e | Tristan Ward            | Australie | Team BridgeLane                 | + 0 s           |

| \| Classement général \| Classement général \| Classement général \| Classement général \| Classement général \| \| Coureur \| Coureur \| Pays \| Équipe \| Temps \| \| ------------------ \| ---------------------------- \| ------------------ \| --------------------------------- \| ------------------ \| \| 1er \| Yevgeniy Fedorov \| Kazakhstan \| Vino-Astana Motors \| 9 h 47 min 56 s \| \| 2e \| Thurakit Boonratanathanakorn \| Thaïlande \| Thailand Continental Cycling Team \| + 9 s \| \| 3e \| Max Walscheid \| Allemagne \| NTT Pro Cycling \| + 1 min 17 s \| \| 4e \| Ahmet Örken \| Turquie \| Team Sapura Cycling \| + 1 min 22 s \| \| 5e \| Nur Aiman Mohd Zariff \| Malaisie \| Team Sapura Cycling \| + 1 min 22 s \| \| 6e \| Taj Jones \| Australie \| ARA Pro Racing Sunshine Coast \| + 1 min 23 s \| \| 7e \| Bernard Van Aert \| Indonésie \| Mula Cycling Team \| + 1 min 27 s \| \| 8e \| Geórgios Boúglas \| Grèce \| SSOIS Miogee Cycling Team \| + 1 min 28 s \| \| 9e \| Rylee Field \| Nouvelle-Zélande \| Team BridgeLane \| + 1 min 29 s \| \| 10e \| Aiman Cahyadi \| Indonésie \| Mula Cycling Team \| + 1 min 32 s \| |                              |                  |                                   |                 |
| |                              |                  |                                   |                 |
| Source : ProCyclingStats |                              |                  |                                   |                 |
| Classement général |                              |                  |                                   |                 |
| Coureur | Coureur                      | Pays             | Équipe                            | Temps           |
| 1er | Yevgeniy Fedorov             | Kazakhstan       | Vino-Astana Motors                | 9 h 47 min 56 s |
| 2e | Thurakit Boonratanathanakorn | Thaïlande        | Thailand Continental Cycling Team | + 9 s           |
| 3e | Max Walscheid                | Allemagne        | NTT Pro Cycling                   | + 1 min 17 s    |
| 4e | Ahmet Örken                  | Turquie          | Team Sapura Cycling               | + 1 min 22 s    |
| 5e | Nur Aiman Mohd Zariff        | Malaisie         | Team Sapura Cycling               | + 1 min 22 s    |
| 6e | Taj Jones                    | Australie        | ARA Pro Racing Sunshine Coast     | + 1 min 23 s    |
| 7e | Bernard Van Aert             | Indonésie        | Mula Cycling Team                 | + 1 min 27 s    |
| 8e | Geórgios Boúglas             | Grèce            | SSOIS Miogee Cycling Team         | + 1 min 28 s    |
| 9e | Rylee Field                  | Nouvelle-Zélande | Team BridgeLane                   | + 1 min 29 s    |
| 10e | Aiman Cahyadi                | Indonésie        | Mula Cycling Team                 | + 1 min 32 s    |

### 4eétape
| \| Classement de l'étape \| Classement de l'étape \| Classement de l'étape \| Classement de l'étape \| Classement de l'étape \| \| Coureur \| Coureur \| Pays \| Équipe \| Temps \| \| --------------------- \| ---------------------- \| --------------------- \| -------------------------------- \| --------------------- \| \| 1er \| Kevin Rivera \| Costa Rica \| Androni Giocattoli-Sidermec \| 4 h 18 min 55 s \| \| 2e \| Danilo Celano \| Italie \| Team Sapura Cycling \| + 10 s \| \| 3e \| Artem Ovechkin \| Russie \| Terengganu Inc-TSG Cycling Team \| + 43 s \| \| 4e \| Pierpaolo Ficara \| Italie \| Team Sapura Cycling \| + 1 min 17 s \| \| 5e \| Quentin Pacher \| France \| B&B Hotels-Vital Concept p/b KTM \| + 1 min 17 s \| \| 6e \| Cristian Raileanu \| Moldavie \| Team Sapura Cycling \| + 1 min 40 s \| \| 7e \| Hideto Nakane \| Japon \| Nippo-Delko One Provence \| + 1 min 56 s \| \| 8e \| Lorenzo Fortunato \| Italie \| Vini Zabù-KTM \| + 2 min 00 s \| \| 9e \| Yevgeniy Fedorov \| Kazakhstan \| Vino-Astana Motors \| + 2 min 07 s \| \| 10e \| Carlos Julián Quintero \| Colombie \| Terengganu Inc-TSG Cycling Team \| + 2 min 07 s \| |                        |            |                                  |                 |
| |                        |            |                                  |                 |
| Source : ProCyclingStats |                        |            |                                  |                 |
| Classement de l'étape |                        |            |                                  |                 |
| Coureur | Coureur                | Pays       | Équipe                           | Temps           |
| 1er | Kevin Rivera           | Costa Rica | Androni Giocattoli-Sidermec      | 4 h 18 min 55 s |
| 2e | Danilo Celano          | Italie     | Team Sapura Cycling              | + 10 s          |
| 3e | Artem Ovechkin         | Russie     | Terengganu Inc-TSG Cycling Team  | + 43 s          |
| 4e | Pierpaolo Ficara       | Italie     | Team Sapura Cycling              | + 1 min 17 s    |
| 5e | Quentin Pacher         | France     | B&B Hotels-Vital Concept p/b KTM | + 1 min 17 s    |
| 6e | Cristian Raileanu      | Moldavie   | Team Sapura Cycling              | + 1 min 40 s    |
| 7e | Hideto Nakane          | Japon      | Nippo-Delko One Provence         | + 1 min 56 s    |
| 8e | Lorenzo Fortunato      | Italie     | Vini Zabù-KTM                    | + 2 min 00 s    |
| 9e | Yevgeniy Fedorov       | Kazakhstan | Vino-Astana Motors               | + 2 min 07 s    |
| 10e | Carlos Julián Quintero | Colombie   | Terengganu Inc-TSG Cycling Team  | + 2 min 07 s    |

| \| Classement général \| Classement général \| Classement général \| Classement général \| Classement général \| \| Coureur \| Coureur \| Pays \| Équipe \| Temps \| \| ------------------ \| -------------------------- \| ------------------ \| -------------------------------- \| ------------------ \| \| 1er \| Danilo Celano \| Italie \| Team Sapura Cycling \| 14 h 08 min 28 s \| \| 2e \| Yevgeniy Fedorov \| Kazakhstan \| Vino-Astana Motors \| + 30 s \| \| 3e \| Artem Ovechkin \| Russie \| Terengganu Inc-TSG Cycling Team \| + 35 s \| \| 4e \| Quentin Pacher \| France \| B&B Hotels-Vital Concept p/b KTM \| + 1 min 13 s \| \| 5e \| Pierpaolo Ficara \| Italie \| Team Sapura Cycling \| + 1 min 13 s \| \| 6e \| Cristian Raileanu \| Moldavie \| Team Sapura Cycling \| + 1 min 36 s \| \| 7e \| Hideto Nakane \| Japon \| Nippo-Delko One Provence \| + 1 min 52 s \| \| 8e \| Lorenzo Fortunato \| Italie \| Vini Zabù-KTM \| + 1 min 56 s \| \| 9e \| Carlos Julián Quintero \| Colombie \| Terengganu Inc-TSG Cycling Team \| + 2 min 03 s \| \| 10e \| Francesco Manuel Bongiorno \| Italie \| Vini Zabù-KTM \| + 2 min 16 s \| |                            |            |                                  |                  |
| |                            |            |                                  |                  |
| Source : ProCyclingStats |                            |            |                                  |                  |
| Classement général |                            |            |                                  |                  |
| Coureur | Coureur                    | Pays       | Équipe                           | Temps            |
| 1er | Danilo Celano              | Italie     | Team Sapura Cycling              | 14 h 08 min 28 s |
| 2e | Yevgeniy Fedorov           | Kazakhstan | Vino-Astana Motors               | + 30 s           |
| 3e | Artem Ovechkin             | Russie     | Terengganu Inc-TSG Cycling Team  | + 35 s           |
| 4e | Quentin Pacher             | France     | B&B Hotels-Vital Concept p/b KTM | + 1 min 13 s     |
| 5e | Pierpaolo Ficara           | Italie     | Team Sapura Cycling              | + 1 min 13 s     |
| 6e | Cristian Raileanu          | Moldavie   | Team Sapura Cycling              | + 1 min 36 s     |
| 7e | Hideto Nakane              | Japon      | Nippo-Delko One Provence         | + 1 min 52 s     |
| 8e | Lorenzo Fortunato          | Italie     | Vini Zabù-KTM                    | + 1 min 56 s     |
| 9e | Carlos Julián Quintero     | Colombie   | Terengganu Inc-TSG Cycling Team  | + 2 min 03 s     |
| 10e | Francesco Manuel Bongiorno | Italie     | Vini Zabù-KTM                    | + 2 min 16 s     |

### 5eétape
| \| Classement de l'étape \| Classement de l'étape \| Classement de l'étape \| Classement de l'étape \| Classement de l'étape \| \| Coureur \| Coureur \| Pays \| Équipe \| Temps \| \| --------------------- \| --------------------- \| --------------------- \| ------------------------------- \| --------------------- \| \| 1er \| Harrif Salleh \| Malaisie \| Terengganu Inc-TSG Cycling Team \| 3 h 39 min 42 s \| \| 2e \| Max Walscheid \| Allemagne \| NTT Pro Cycling \| + 0 s \| \| 3e \| Matteo Pelucchi \| Italie \| Bardiani CSF Faizanè \| + 0 s \| \| 4e \| André Looij \| Pays-Bas \| SSOIS Miogee Cycling Team \| + 0 s \| \| 5e \| Taj Jones \| Australie \| ARA Pro Racing Sunshine Coast \| + 0 s \| \| 6e \| Luca Pacioni \| Italie \| Androni Giocattoli-Sidermec \| + 0 s \| \| 7e \| Ahmet Örken \| Turquie \| Team Sapura Cycling \| + 0 s \| \| 8e \| Tristan Ward \| Australie \| Team BridgeLane \| + 0 s \| \| 9e \| Anuar Manam \| Malaisie \| Malaisie \| + 0 s \| \| 10e \| Gleb Brussenskiy \| Kazakhstan \| Vino-Astana Motors \| + 0 s \| |                  |            |                                 |                 |
| |                  |            |                                 |                 |
| Source : ProCyclingStats |                  |            |                                 |                 |
| Classement de l'étape |                  |            |                                 |                 |
| Coureur | Coureur          | Pays       | Équipe                          | Temps           |
| 1er | Harrif Salleh    | Malaisie   | Terengganu Inc-TSG Cycling Team | 3 h 39 min 42 s |
| 2e | Max Walscheid    | Allemagne  | NTT Pro Cycling                 | + 0 s           |
| 3e | Matteo Pelucchi  | Italie     | Bardiani CSF Faizanè            | + 0 s           |
| 4e | André Looij      | Pays-Bas   | SSOIS Miogee Cycling Team       | + 0 s           |
| 5e | Taj Jones        | Australie  | ARA Pro Racing Sunshine Coast   | + 0 s           |
| 6e | Luca Pacioni     | Italie     | Androni Giocattoli-Sidermec     | + 0 s           |
| 7e | Ahmet Örken      | Turquie    | Team Sapura Cycling             | + 0 s           |
| 8e | Tristan Ward     | Australie  | Team BridgeLane                 | + 0 s           |
| 9e | Anuar Manam      | Malaisie   | Malaisie                        | + 0 s           |
| 10e | Gleb Brussenskiy | Kazakhstan | Vino-Astana Motors              | + 0 s           |

| \| Classement général \| Classement général \| Classement général \| Classement général \| Classement général \| \| Coureur \| Coureur \| Pays \| Équipe \| Temps \| \| ------------------ \| -------------------------- \| ------------------ \| -------------------------------- \| ------------------ \| \| 1er \| Danilo Celano \| Italie \| Team Sapura Cycling \| 17 h 48 min 10 s \| \| 2e \| Yevgeniy Fedorov \| Kazakhstan \| Vino-Astana Motors \| + 30 s \| \| 3e \| Artem Ovechkin \| Russie \| Terengganu Inc-TSG Cycling Team \| + 35 s \| \| 4e \| Quentin Pacher \| France \| B&B Hotels-Vital Concept p/b KTM \| + 1 min 13 s \| \| 5e \| Pierpaolo Ficara \| Italie \| Team Sapura Cycling \| + 1 min 13 s \| \| 6e \| Cristian Raileanu \| Moldavie \| Team Sapura Cycling \| + 1 min 36 s \| \| 7e \| Hideto Nakane \| Japon \| Nippo-Delko One Provence \| + 1 min 52 s \| \| 8e \| Lorenzo Fortunato \| Italie \| Vini Zabù-KTM \| + 1 min 56 s \| \| 9e \| Carlos Julián Quintero \| Colombie \| Terengganu Inc-TSG Cycling Team \| + 2 min 03 s \| \| 10e \| Francesco Manuel Bongiorno \| Italie \| Vini Zabù-KTM \| + 2 min 16 s \| |                            |            |                                  |                  |
| |                            |            |                                  |                  |
| Source : ProCyclingStats |                            |            |                                  |                  |
| Classement général |                            |            |                                  |                  |
| Coureur | Coureur                    | Pays       | Équipe                           | Temps            |
| 1er | Danilo Celano              | Italie     | Team Sapura Cycling              | 17 h 48 min 10 s |
| 2e | Yevgeniy Fedorov           | Kazakhstan | Vino-Astana Motors               | + 30 s           |
| 3e | Artem Ovechkin             | Russie     | Terengganu Inc-TSG Cycling Team  | + 35 s           |
| 4e | Quentin Pacher             | France     | B&B Hotels-Vital Concept p/b KTM | + 1 min 13 s     |
| 5e | Pierpaolo Ficara           | Italie     | Team Sapura Cycling              | + 1 min 13 s     |
| 6e | Cristian Raileanu          | Moldavie   | Team Sapura Cycling              | + 1 min 36 s     |
| 7e | Hideto Nakane              | Japon      | Nippo-Delko One Provence         | + 1 min 52 s     |
| 8e | Lorenzo Fortunato          | Italie     | Vini Zabù-KTM                    | + 1 min 56 s     |
| 9e | Carlos Julián Quintero     | Colombie   | Terengganu Inc-TSG Cycling Team  | + 2 min 03 s     |
| 10e | Francesco Manuel Bongiorno | Italie     | Vini Zabù-KTM                    | + 2 min 16 s     |

### 6eétape
| \| Classement de l'étape \| Classement de l'étape \| Classement de l'étape \| Classement de l'étape \| Classement de l'étape \| \| Coureur \| Coureur \| Pays \| Équipe \| Temps \| \| --------------------- \| -------------------------- \| --------------------- \| ---------------------------------- \| --------------------- \| \| 1er \| Hideto Nakane \| Japon \| Nippo-Delko One Provence \| 3 h 29 min 15 s \| \| 2e \| Gleb Brussenskiy \| Kazakhstan \| Vino-Astana Motors \| + 0 s \| \| 3e \| Samuele Battistella \| Italie \| NTT Pro Cycling \| + 4 s \| \| 4e \| Quentin Pacher \| France \| B&B Hotels-Vital Concept p/b KTM \| + 4 s \| \| 5e \| Carlos Julián Quintero \| Colombie \| Terengganu Inc-TSG Cycling Team \| + 4 s \| \| 6e \| Michael Vink \| Nouvelle-Zélande \| St George Continental Cycling Team \| + 4 s \| \| 7e \| Pierpaolo Ficara \| Italie \| Team Sapura Cycling \| + 4 s \| \| 8e \| Metkel Eyob \| Érythrée \| Terengganu Inc-TSG Cycling Team \| + 4 s \| \| 9e \| Ahmad Yoga Ilham Firdaus \| Indonésie \| Mula Cycling Team \| + 4 s \| \| 10e \| Francesco Manuel Bongiorno \| Italie \| Vini Zabù-KTM \| + 4 s \| |                            |                  |                                    |                 |
| |                            |                  |                                    |                 |
| Source : ProCyclingStats |                            |                  |                                    |                 |
| Classement de l'étape |                            |                  |                                    |                 |
| Coureur | Coureur                    | Pays             | Équipe                             | Temps           |
| 1er | Hideto Nakane              | Japon            | Nippo-Delko One Provence           | 3 h 29 min 15 s |
| 2e | Gleb Brussenskiy           | Kazakhstan       | Vino-Astana Motors                 | + 0 s           |
| 3e | Samuele Battistella        | Italie           | NTT Pro Cycling                    | + 4 s           |
| 4e | Quentin Pacher             | France           | B&B Hotels-Vital Concept p/b KTM   | + 4 s           |
| 5e | Carlos Julián Quintero     | Colombie         | Terengganu Inc-TSG Cycling Team    | + 4 s           |
| 6e | Michael Vink               | Nouvelle-Zélande | St George Continental Cycling Team | + 4 s           |
| 7e | Pierpaolo Ficara           | Italie           | Team Sapura Cycling                | + 4 s           |
| 8e | Metkel Eyob                | Érythrée         | Terengganu Inc-TSG Cycling Team    | + 4 s           |
| 9e | Ahmad Yoga Ilham Firdaus   | Indonésie        | Mula Cycling Team                  | + 4 s           |
| 10e | Francesco Manuel Bongiorno | Italie           | Vini Zabù-KTM                      | + 4 s           |

| \| Classement général \| Classement général \| Classement général \| Classement général \| Classement général \| \| Coureur \| Coureur \| Pays \| Équipe \| Temps \| \| ------------------ \| -------------------------- \| ------------------ \| -------------------------------- \| ------------------ \| \| 1er \| Danilo Celano \| Italie \| Team Sapura Cycling \| 21 h 17 min 33 s \| \| 2e \| Yevgeniy Fedorov \| Kazakhstan \| Vino-Astana Motors \| + 26 s \| \| 3e \| Artem Ovechkin \| Russie \| Terengganu Inc-TSG Cycling Team \| + 35 s \| \| 4e \| Pierpaolo Ficara \| Italie \| Team Sapura Cycling \| + 1 min 07 s \| \| 5e \| Quentin Pacher \| France \| B&B Hotels-Vital Concept p/b KTM \| + 1 min 09 s \| \| 6e \| Hideto Nakane \| Japon \| Nippo-Delko One Provence \| + 1 min 34 s \| \| 7e \| Cristian Raileanu \| Moldavie \| Team Sapura Cycling \| + 1 min 36 s \| \| 8e \| Lorenzo Fortunato \| Italie \| Vini Zabù-KTM \| + 1 min 56 s \| \| 9e \| Carlos Julián Quintero \| Colombie \| Terengganu Inc-TSG Cycling Team \| + 1 min 59 s \| \| 10e \| Francesco Manuel Bongiorno \| Italie \| Vini Zabù-KTM \| + 2 min 12 s \| |                            |            |                                  |                  |
| |                            |            |                                  |                  |
| Source : ProCyclingStats |                            |            |                                  |                  |
| Classement général |                            |            |                                  |                  |
| Coureur | Coureur                    | Pays       | Équipe                           | Temps            |
| 1er | Danilo Celano              | Italie     | Team Sapura Cycling              | 21 h 17 min 33 s |
| 2e | Yevgeniy Fedorov           | Kazakhstan | Vino-Astana Motors               | + 26 s           |
| 3e | Artem Ovechkin             | Russie     | Terengganu Inc-TSG Cycling Team  | + 35 s           |
| 4e | Pierpaolo Ficara           | Italie     | Team Sapura Cycling              | + 1 min 07 s     |
| 5e | Quentin Pacher             | France     | B&B Hotels-Vital Concept p/b KTM | + 1 min 09 s     |
| 6e | Hideto Nakane              | Japon      | Nippo-Delko One Provence         | + 1 min 34 s     |
| 7e | Cristian Raileanu          | Moldavie   | Team Sapura Cycling              | + 1 min 36 s     |
| 8e | Lorenzo Fortunato          | Italie     | Vini Zabù-KTM                    | + 1 min 56 s     |
| 9e | Carlos Julián Quintero     | Colombie   | Terengganu Inc-TSG Cycling Team  | + 1 min 59 s     |
| 10e | Francesco Manuel Bongiorno | Italie     | Vini Zabù-KTM                    | + 2 min 12 s     |

### 7eétape
| \| Classement de l'étape \| Classement de l'étape \| Classement de l'étape \| Classement de l'étape \| Classement de l'étape \| \| Coureur \| Coureur \| Pays \| Équipe \| Temps \| \| --------------------- \| ----------------------- \| --------------------- \| ------------------------------- \| --------------------- \| \| 1er \| Harrif Salleh \| Malaisie \| Terengganu Inc-TSG Cycling Team \| 2 h 53 min 17 s \| \| 2e \| Matteo Pelucchi \| Italie \| Bardiani CSF Faizanè \| + 0 s \| \| 3e \| Taj Jones \| Australie \| ARA Pro Racing Sunshine Coast \| + 0 s \| \| 4e \| Riccardo Minali \| Italie \| Nippo-Delko One Provence \| + 0 s \| \| 5e \| Luca Pacioni \| Italie \| Androni Giocattoli-Sidermec \| + 0 s \| \| 6e \| Giovanni Lonardi \| Italie \| Bardiani CSF Faizanè \| + 0 s \| \| 7e \| Izzat Hilmi Abdul Halil \| Malaisie \| Malaisie \| + 0 s \| \| 8e \| Tristan Ward \| Australie \| Team BridgeLane \| + 0 s \| \| 9e \| Kakeru Omae \| Japon \| Aisan Racing Team \| + 0 s \| \| 10e \| Ahmet Örken \| Turquie \| Team Sapura Cycling \| + 0 s \| |                         |           |                                 |                 |
| |                         |           |                                 |                 |
| Source : ProCyclingStats |                         |           |                                 |                 |
| Classement de l'étape |                         |           |                                 |                 |
| Coureur | Coureur                 | Pays      | Équipe                          | Temps           |
| 1er | Harrif Salleh           | Malaisie  | Terengganu Inc-TSG Cycling Team | 2 h 53 min 17 s |
| 2e | Matteo Pelucchi         | Italie    | Bardiani CSF Faizanè            | + 0 s           |
| 3e | Taj Jones               | Australie | ARA Pro Racing Sunshine Coast   | + 0 s           |
| 4e | Riccardo Minali         | Italie    | Nippo-Delko One Provence        | + 0 s           |
| 5e | Luca Pacioni            | Italie    | Androni Giocattoli-Sidermec     | + 0 s           |
| 6e | Giovanni Lonardi        | Italie    | Bardiani CSF Faizanè            | + 0 s           |
| 7e | Izzat Hilmi Abdul Halil | Malaisie  | Malaisie                        | + 0 s           |
| 8e | Tristan Ward            | Australie | Team BridgeLane                 | + 0 s           |
| 9e | Kakeru Omae             | Japon     | Aisan Racing Team               | + 0 s           |
| 10e | Ahmet Örken             | Turquie   | Team Sapura Cycling             | + 0 s           |

| \| Classement général \| Classement général \| Classement général \| Classement général \| Classement général \| \| Coureur \| Coureur \| Pays \| Équipe \| Temps \| \| ------------------ \| -------------------------- \| ------------------ \| -------------------------------- \| ------------------ \| \| 1er \| Danilo Celano \| Italie \| Team Sapura Cycling \| 24 h 10 min 50 s \| \| 2e \| Yevgeniy Fedorov \| Kazakhstan \| Vino-Astana Motors \| + 26 s \| \| 3e \| Artem Ovechkin \| Russie \| Terengganu Inc-TSG Cycling Team \| + 35 s \| \| 4e \| Pierpaolo Ficara \| Italie \| Team Sapura Cycling \| + 1 min 07 s \| \| 5e \| Quentin Pacher \| France \| B&B Hotels-Vital Concept p/b KTM \| + 1 min 09 s \| \| 6e \| Hideto Nakane \| Japon \| Nippo-Delko One Provence \| + 1 min 34 s \| \| 7e \| Cristian Raileanu \| Moldavie \| Team Sapura Cycling \| + 1 min 36 s \| \| 8e \| Lorenzo Fortunato \| Italie \| Vini Zabù-KTM \| + 1 min 56 s \| \| 9e \| Carlos Julián Quintero \| Colombie \| Terengganu Inc-TSG Cycling Team \| + 1 min 59 s \| \| 10e \| Francesco Manuel Bongiorno \| Italie \| Vini Zabù-KTM \| + 2 min 12 s \| |                            |            |                                  |                  |
| |                            |            |                                  |                  |
| Source : ProCyclingStats |                            |            |                                  |                  |
| Classement général |                            |            |                                  |                  |
| Coureur | Coureur                    | Pays       | Équipe                           | Temps            |
| 1er | Danilo Celano              | Italie     | Team Sapura Cycling              | 24 h 10 min 50 s |
| 2e | Yevgeniy Fedorov           | Kazakhstan | Vino-Astana Motors               | + 26 s           |
| 3e | Artem Ovechkin             | Russie     | Terengganu Inc-TSG Cycling Team  | + 35 s           |
| 4e | Pierpaolo Ficara           | Italie     | Team Sapura Cycling              | + 1 min 07 s     |
| 5e | Quentin Pacher             | France     | B&B Hotels-Vital Concept p/b KTM | + 1 min 09 s     |
| 6e | Hideto Nakane              | Japon      | Nippo-Delko One Provence         | + 1 min 34 s     |
| 7e | Cristian Raileanu          | Moldavie   | Team Sapura Cycling              | + 1 min 36 s     |
| 8e | Lorenzo Fortunato          | Italie     | Vini Zabù-KTM                    | + 1 min 56 s     |
| 9e | Carlos Julián Quintero     | Colombie   | Terengganu Inc-TSG Cycling Team  | + 1 min 59 s     |
| 10e | Francesco Manuel Bongiorno | Italie     | Vini Zabù-KTM                    | + 2 min 12 s     |

### 8eétape
| \| Classement de l'étape \| Classement de l'étape \| Classement de l'étape \| Classement de l'étape \| Classement de l'étape \| \| Coureur \| Coureur \| Pays \| Équipe \| Temps \| \| --------------------- \| ---------------------------- \| --------------------- \| ----------------------------- \| --------------------- \| \| 1er \| Max Walscheid \| Allemagne \| NTT Pro Cycling \| 2 h 29 min 08 s \| \| 2e \| Luca Pacioni \| Italie \| Androni Giocattoli-Sidermec \| + 0 s \| \| 3e \| Taj Jones \| Australie \| ARA Pro Racing Sunshine Coast \| + 0 s \| \| 4e \| Danieal Haikal Eddy Suhaidee \| Malaisie \| Malaisie \| + 0 s \| \| 5e \| Gleb Brussenskiy \| Kazakhstan \| Vino-Astana Motors \| + 0 s \| \| 7e \| Bernard Van Aert \| Indonésie \| Mula Cycling Team \| + 0 s \| \| 8e \| Giovanni Lonardi \| Italie \| Bardiani CSF Faizanè \| + 0 s \| \| 9e \| Keigo Kusaba \| Japon \| Aisan Racing Team \| + 0 s \| \| 10e \| Pierpaolo Ficara \| Italie \| Team Sapura Cycling \| + 0 s \| |                              |            |                               |                 |
| |                              |            |                               |                 |
| Source : ProCyclingStats |                              |            |                               |                 |
| Classement de l'étape |                              |            |                               |                 |
| Coureur | Coureur                      | Pays       | Équipe                        | Temps           |
| 1er | Max Walscheid                | Allemagne  | NTT Pro Cycling               | 2 h 29 min 08 s |
| 2e | Luca Pacioni                 | Italie     | Androni Giocattoli-Sidermec   | + 0 s           |
| 3e | Taj Jones                    | Australie  | ARA Pro Racing Sunshine Coast | + 0 s           |
| 4e | Danieal Haikal Eddy Suhaidee | Malaisie   | Malaisie                      | + 0 s           |
| 5e | Gleb Brussenskiy             | Kazakhstan | Vino-Astana Motors            | + 0 s           |
| 7e | Bernard Van Aert             | Indonésie  | Mula Cycling Team             | + 0 s           |
| 8e | Giovanni Lonardi             | Italie     | Bardiani CSF Faizanè          | + 0 s           |
| 9e | Keigo Kusaba                 | Japon      | Aisan Racing Team             | + 0 s           |
| 10e | Pierpaolo Ficara             | Italie     | Team Sapura Cycling           | + 0 s           |

## Classement général final
| \| Classement général \| Classement général \| Classement général \| Classement général \| Classement général \| \| Coureur \| Coureur \| Pays \| Équipe \| Temps \| \| ------------------ \| -------------------------- \| ------------------ \| -------------------------------- \| ------------------ \| \| 1er \| Danilo Celano \| Italie \| Team Sapura Cycling \| 26 h 39 min 58 s \| \| 2e \| Yevgeniy Fedorov \| Kazakhstan \| Vino-Astana Motors \| + 26 s \| \| 3e \| Artem Ovechkin \| Russie \| Terengganu Inc-TSG Cycling Team \| + 35 s \| \| 4e \| Pierpaolo Ficara \| Italie \| Team Sapura Cycling \| + 1 min 07 s \| \| 5e \| Quentin Pacher \| France \| B&B Hotels-Vital Concept p/b KTM \| + 1 min 09 s \| \| 6e \| Hideto Nakane \| Japon \| Nippo-Delko One Provence \| + 1 min 34 s \| \| 7e \| Cristian Raileanu \| Moldavie \| Team Sapura Cycling \| + 1 min 36 s \| \| 8e \| Lorenzo Fortunato \| Italie \| Vini Zabù-KTM \| + 1 min 56 s \| \| 9e \| Carlos Julián Quintero \| Colombie \| Terengganu Inc-TSG Cycling Team \| + 1 min 59 s \| \| 10e \| Francesco Manuel Bongiorno \| Italie \| Vini Zabù-KTM \| + 2 min 12 s \| |                            |            |                                  |                  |
| |                            |            |                                  |                  |
| Source : ProCyclingStats |                            |            |                                  |                  |
| Classement général |                            |            |                                  |                  |
| Coureur | Coureur                    | Pays       | Équipe                           | Temps            |
| 1er | Danilo Celano              | Italie     | Team Sapura Cycling              | 26 h 39 min 58 s |
| 2e | Yevgeniy Fedorov           | Kazakhstan | Vino-Astana Motors               | + 26 s           |
| 3e | Artem Ovechkin             | Russie     | Terengganu Inc-TSG Cycling Team  | + 35 s           |
| 4e | Pierpaolo Ficara           | Italie     | Team Sapura Cycling              | + 1 min 07 s     |
| 5e | Quentin Pacher             | France     | B&B Hotels-Vital Concept p/b KTM | + 1 min 09 s     |
| 6e | Hideto Nakane              | Japon      | Nippo-Delko One Provence         | + 1 min 34 s     |
| 7e | Cristian Raileanu          | Moldavie   | Team Sapura Cycling              | + 1 min 36 s     |
| 8e | Lorenzo Fortunato          | Italie     | Vini Zabù-KTM                    | + 1 min 56 s     |
| 9e | Carlos Julián Quintero     | Colombie   | Terengganu Inc-TSG Cycling Team  | + 1 min 59 s     |
| 10e | Francesco Manuel Bongiorno | Italie     | Vini Zabù-KTM                    | + 2 min 12 s     |

## Évolution des classements
| Étape              | Vainqueur          | Classement général | Classement par points | Classement de la montagne | Classement par équipes |
| ------------------ | ------------------ | ------------------ | --------------------- | ------------------------- | ---------------------- |
| 1                  | Yevgeniy Fedorov   | Yevgeniy Fedorov   | Yevgeniy Fedorov      | Ben Van Dam               | Vino-Astana Motors     |
| 2                  | Taj Jones          | Yevgeniy Fedorov   | Yevgeniy Fedorov      | Nur Aiman Mohd Zariff     | Vino-Astana Motors     |
| 3                  | Max Walscheid      | Yevgeniy Fedorov   | Max Walscheid         | Nur Aiman Mohd Zariff     | Vino-Astana Motors     |
| 4                  | Kevin Rivera       | Danilo Celano      | Max Walscheid         | Nur Aiman Mohd Zariff     | Sapura                 |
| 5                  | Harrif Salleh      | Danilo Celano      | Max Walscheid         | Nur Aiman Mohd Zariff     | Sapura                 |
| 6                  | Hideto Nakane      | Danilo Celano      | Max Walscheid         | Nur Aiman Mohd Zariff     | Sapura                 |
| 7                  | Harrif Salleh      | Danilo Celano      | Max Walscheid         | Nur Aiman Mohd Zariff     | Sapura                 |
| 8                  | Max Walscheid      | Danilo Celano      | Max Walscheid         | Nur Aiman Mohd Zariff     | Sapura                 |
| Classements finals | Classements finals | Danilo Celano      | Max Walscheid         | Nur Aiman Mohd Zariff     | Sapura                 |